# Tutmosis IV
Tutmosis IV fou un faraó de la dinastia XVIII de l'antic Egipte. El seu nom d'Horus fou Kanakht, el seu Nebti Djednesitmitem, el seu nom d'Horus d'or (incomplet) fou Dje...mihoradjti, i el seu nom de regne Menkheperure ('Les manifestacions de Ra són infinites').
Era fill d'Amenofis II, a qui va succeir. Va regnar entre 1420/1400 aC i una data a prop del 1380 aC. Probablement no era l'hereu designat, i contra la tradició no fou associat al final del regnat del pare.
La seva estela dels somnis a Guiza era considerada una predicció de futur; en el somni, l'Esfinx li va prometre el tron si netejava la sorra que envoltava el monument.
Es va casar probablement amb Mutemuia, que fou la mare d'Amenofis III (Amenhotep III), però no és esmentada ni com a reina principal ni secundària. És possible que fóra la germana o la filla del rei Artatama I de Mitanni. Se li coneix una altra dona anomenada Merytra, que després va canviar el seu nom a Tiaa o Tya (igual que la mare del faraó) i una altra dona no reial, anomenada Nefertiri. Probablement, es va casar també amb la seva germana Iaret.
Del seu regnat se sap molt poca cosa, ja que no n'han quedat registres. Probablement fou pacífic. L'any vuitè va fer una campanya a Núbia i, probablement, hi va haver també una campanya a Síria en algun noment, ja que el faraó es titula "conqueridor de Síria". Inicialment, hi va haver algun conflicte amb [Mitanni], però després el rei Shuttarna II va ser rebut a la cort egípcia i va signar un tractat amb Tutmosis IV, que va fixar la frontera entre els dos poders hegemònics en una línia entre Qatna i Kadesh.
Pel que fa a la seva activitat constructora, va acabar un obelisc que Tutmosis III havia començat i que era encara a la pedrera prop d'Aswan, i el qual tenia 32 metres (el més alt dels coneguts) i que avui es troba a Roma. També va construir alguns temples a Núbia, però la majoria foren afegitons als temples fets pel seu pare i avi. Se li coneixen treballs a Egipte a Alexandria, Heliòpolis (no segur), Guiza, Abusir, Saqqara, Memfis, Crocodilòpolis, Hermòpolis, Tell al-Amarna, Abidos, Denderah, Medamud, Karnak, Tebes i la seva regió, Armant, Tod, Nekheb, Edfú, Elefantina i un parell més; i a Núbia a Faras, Buhen, Amada, Tabo i Djebel Barkal; al Sinaí, va decorar un temple d'Hathor a les mines de turqueses de Serabit al-Khadim.
La seva tomba és la KV43 de la vall dels Reis i fou descoberta per Howard Carter; la mòmia no era a la tomba i havia estat trobada molt abans a la tomba d'Amenofis II. Del seu temps, són les tombes dels nobles Nakht (tomba TT52) i Menna (tomba TT69) a l'anomenada vall dels Nobles.
El va succeir el seu fill Amenofis III.